# Fritz Pott
Fritz Pott (Colonia, 23 aprile 1939 – Colonia, 11 gennaio 2015) è stato un calciatore tedesco, di ruolo difensore.

## Carriera

### Nazionale
Ha collezionato 3 presenze con la propria nazionale.

## Statistiche

### Cronologia presenze e reti in nazionale
| Cronologia completa delle presenze e delle reti in nazionale ― Germania Ovest | Cronologia completa delle presenze e delle reti in nazionale ― Germania Ovest | Cronologia completa delle presenze e delle reti in nazionale ― Germania Ovest | Cronologia completa delle presenze e delle reti in nazionale ― Germania Ovest | Cronologia completa delle presenze e delle reti in nazionale ― Germania Ovest | Cronologia completa delle presenze e delle reti in nazionale ― Germania Ovest | Cronologia completa delle presenze e delle reti in nazionale ― Germania Ovest | Cronologia completa delle presenze e delle reti in nazionale ― Germania Ovest |
| Data                                                                          | Città                                                                         | In casa                                                                       | Risultato                                                                     | Ospiti                                                                        | Competizione                                                                  | Reti                                                                          | Note                                                                          |
| ----------------------------------------------------------------------------- | ----------------------------------------------------------------------------- | ----------------------------------------------------------------------------- | ----------------------------------------------------------------------------- | ----------------------------------------------------------------------------- | ----------------------------------------------------------------------------- | ----------------------------------------------------------------------------- | ----------------------------------------------------------------------------- |
| 24-10-1962                                                                    | Stoccarda                                                                     | Germania Ovest                                                                | 2 – 2                                                                         | Francia                                                                       | Amichevole                                                                    | -                                                                             |                                                                               |
| 28-9-1963                                                                     | Frankfurt am Main                                                             | Germania Ovest                                                                | 3 – 0                                                                         | Turchia                                                                       | Amichevole                                                                    | -                                                                             |                                                                               |
| 29-4-1964                                                                     | Ludwigshafen am Rhein                                                         | Germania Ovest                                                                | 3 – 4                                                                         | Cecoslovacchia                                                                | Amichevole                                                                    | -                                                                             |                                                                               |
| Totale                                                                        |                                                                               | Presenze                                                                      | 3                                                                             |                                                                               | Reti                                                                          | 0                                                                             |                                                                               |

## Palmarès

### Giocatore

#### Competizioni nazionali
- Campionato tedesco: 2

Colonia: 1961-1962, 1963-1964
- Coppa di Germania: 1

Colonia: 1967-1968